# Карповское (Конаковский район)
Карповское — деревня в Конаковском районе Тверской области. Входит в состав Первомайского сельского поселения.

## География
Находится в юго-восточной части Тверской области на расстоянии приблизительно 16 км на север от города Конаково на правом берегу речки Созь.

## История
Известна была с 1678 года как владение Никиты Васильевича Голодецкого и состояла из 6 дворов. После 1710 года деревня исчезла. В 1745 году Карповское значится новопоселенным сельцом, принадлежавшем недорослю Петру Ларионовичу Голодецкому. В 1859 году здесь было учтено 8 дворов, в 1900 — 14.

## Население
Численность населения: 72 человека (1859 год), 102 (1900), 29 (русские 100 %)в 2002 году, 31 в 2010.